# ジョニー・フランク・ギャレット

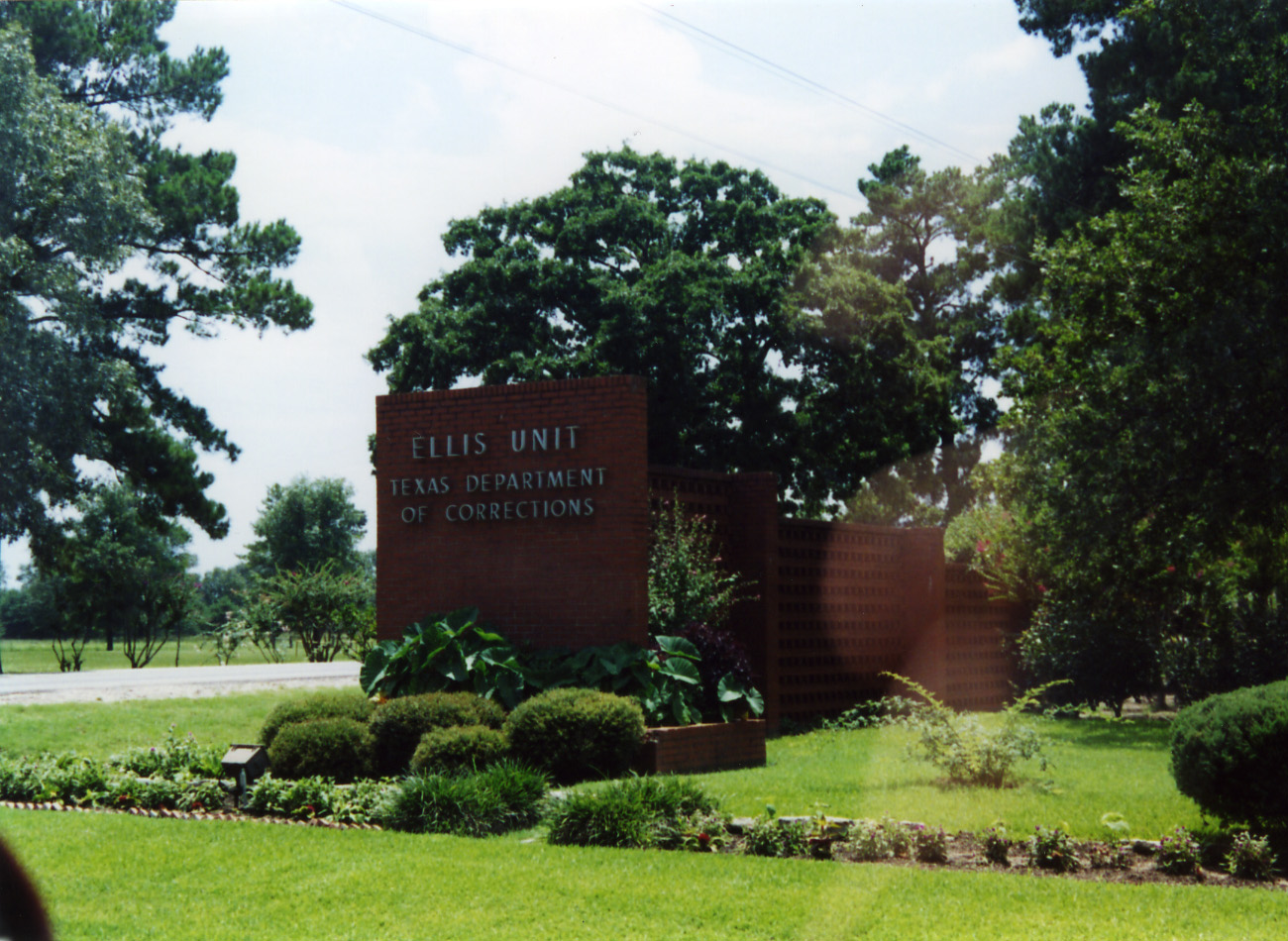
エリスユニットは、ギャレットが収監された死刑囚拘置所

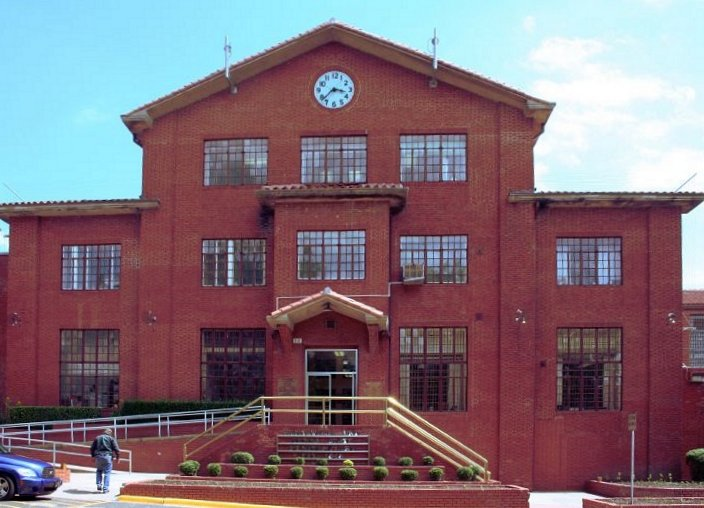
ハンツヴィルユニットにてギャレットの死刑が執行された

ジョニー・フランク・ギャレット （1963年12月24日–1992年2月11日）は、テキサス州により死刑執行された元死刑囚である。
テキサス州は、ギャレットが17歳であった1981年10月31日における殺人事件の容疑者として起訴した。起訴状によると、その日の朝、ギャレットは聖フランシスコ修道院の修道女タデア・ベンツ（76歳）を強姦し、絞殺したとされる。1981年11月9日、修道院と通りをはさんで向かい側に住むギャレットが逮捕された。彼は起訴され、有罪判決が下された。
ギャレットは、テキサス州ハンツヴィルの北の方にあるエリスユニット（当時はテキサス州の男性死刑囚を収監していた）に収監された。当初の予定では、彼の死刑は、1992年1月6日に執行される予定であったが、ヨハネ・パウロ二世による恩赦の要請があり、テキサス州知事のアン・リチャーズは一時的な執行猶予を行った。リチャーズによる執行猶予の後、テキサス州仮釈放委員会は、ギャレットが終身刑への減刑を受けるべきであるかを決める聴聞会を開いたが、死刑執行の方針は17人全員の一致で維持された。彼は最終的に、1992年2月11日、ハンツヴィルユニットにおいて、薬物注射により死刑執行された。
ジェシー・クアッケンブッシュ監督（ニューヨーク州オールバニ出身、ヒューストン大学法科大学院を1987年に修了し、同年にテキサス州アマリロに転居）は、ドキュメンタリー映画 The Last Word を製作し、その中でギャレットが実は無実であると主張した。クアッケンブッシュは、ギャレットは功を急いだ検察官と無能な弁護士の犠牲者であると主張した。この主張は、一部フィクションを交えたホラー映画 Johnny Frank Garret's Last Word に採り入れられた。